# Stasys Raštikis

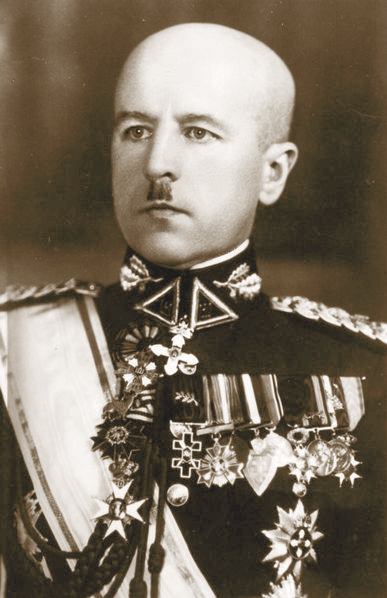
Stasys Raštikis (Aufnahme vor 1940)

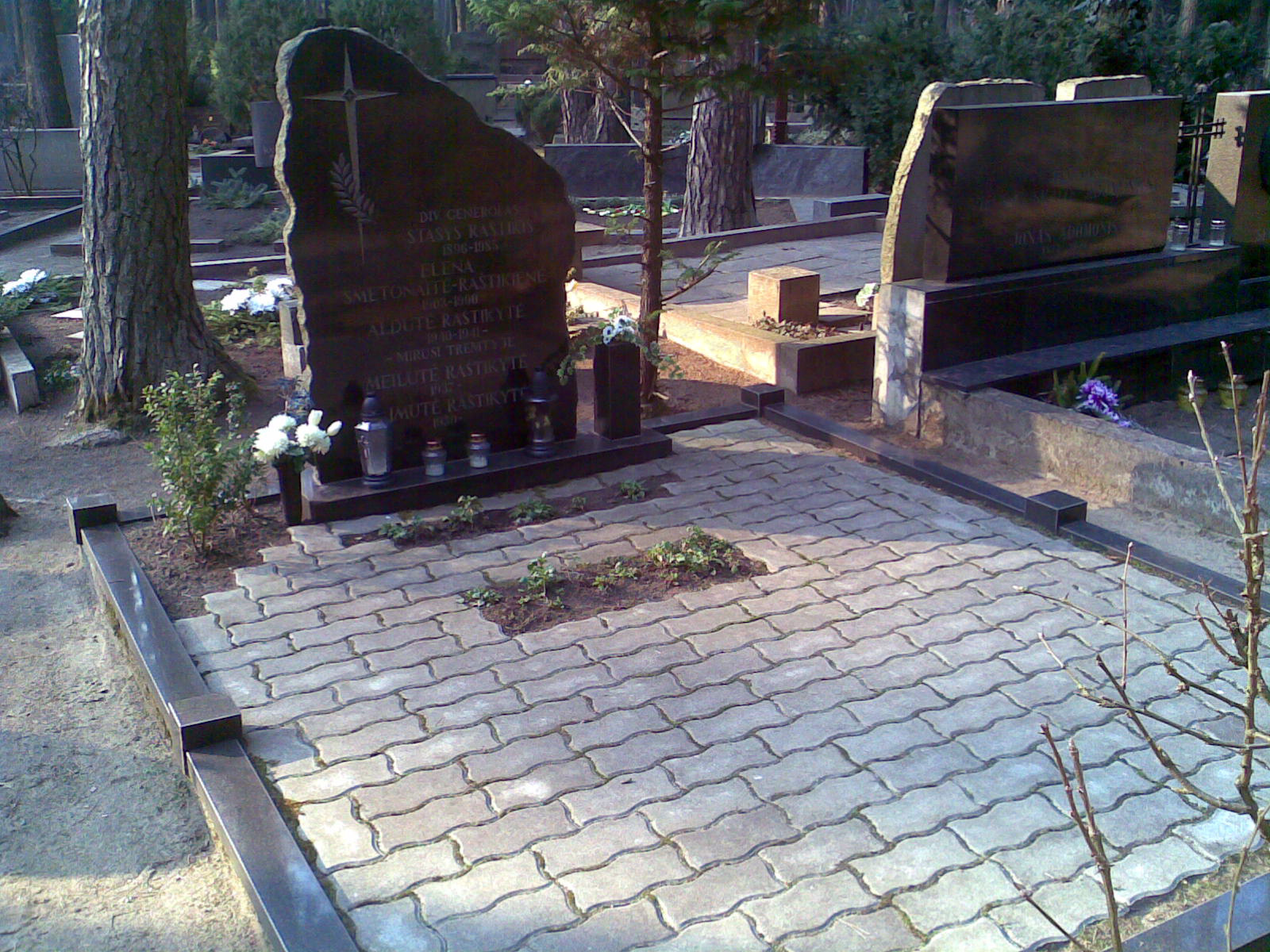
Generals Stasys Raštikis Grab im Friedhof Petrašiūnai (Kaunas)

Stasys Raštikis (* 13. September 1896 in Kuršėnai; † 3. Mai 1985 in Los Angeles) war ein litauischer Divisionsgeneral, Generalstabschef bzw. Befehlshaber der litauischen Streitkräfte (1935–1940) sowie Publizist.

## Leben
1915 wurde Stasys Raštikis Freiwilliger der russischen Armee. 1917 absolvierte er die Militärschule Tiflis und kehrte 1918 nach Litauen zurück, wo er 1919 Freiwilliger beim litauischen Heer wurde und an Kämpfen gegen die Bolschewiki teilnahm.
1925–1929 studierte er an der Universität Kaunas und später an der Militärakademie in Deutschland.
1926 leitete Stasys Raštikis die Abteilung für Nachrichtendienst des Generalstabs. 1934 wurde er zum Generalstabschef ernannt. Vom 1. Januar 1935 bis zum 22. März 1940 war er Befehlshaber der litauischen Streitkräfte. In dieser Zeit wurde Raštikis 1937 zum Brigadegeneral befördert. Vom 24. März 1938 bis zum 5. Dezember 1938 war Stasys Raštikis zudem Verteidigungsminister, 1940 Chef der Vytautas-Magnus-Militärhochschule.
1941 emigrierte er nach Deutschland, 1949 in die USA. Stasys Raštikis war hier als Journalist und Publizist (Mitarbeiter von litauischen Exilzeitungen wie „Karo archyvas“, „Mūsų žinynas“, „Karys“, „Trimitas“, „Lietuvių archyvas“, „Dirva“, „Tėvynės sargas“) tätig.
Am 3. Mai 1985 verstarb er in Los Angeles. 1993 wurde sein Leichnam nach Kaunas umgebettet.